# Dłużek (jezioro w gminie Barczewo)
Dłużek – jezioro położone w pobliżu wsi Bartołty Wielkie, w Polsce w województwie warmińsko-mazurskim, w powiecie olsztyńskim, w gminie Barczewo.
Jezioro na Pojezierzu Olsztyńskim. Ma piaszczyste dno. Jest jednym z jezior o najlepszych w Polsce walorach do nurkowania (pierwsza klasa czystości – przejrzystość do 5 m). Na półwyspie jeziora znaleziono ślady grodziska pruskiego lub osadę Gotów – grodzisko cyplowe z wykorzystaniem naturalnego położenia nad jeziorem. Obecnie kształt jego jest słabo widoczny. Odnaleziono także późniejszą osadę Gotów, niewiadomego pochodzenia oraz nieznanej daty.
Na południe od jeziora położone jest niewielkie jezioro Dłużek Mały.